# مجتبی ممشلی
مجتبی ممشلی (زادهٔ ۲۴ اردیبهشت ۱۳۶۷) یک بازیکن فوتبال اهل ایران است که در پست دفاع چپ بازی می‌کند.

## دوران باشگاهی

### نساجی مازندران
وی در سال ۹۶ با عقد قراردادی به نساجی مازندران پیوست و همان فصل موفق شد به همراه این تیم به لیگ برتر پیوست وی اکنون به برای پنجمین سال است پیراهن نساجی را بر تن می‌کند و محبوبیت بالایی در بین هواداران نساجی دارد و کاپیتان دوم این تیم می‌باشد

## افتخارات
نساجی مازندران
- لیگ آزادگان نایب‌قهرمانی (۱): ۹۷–۱۳۹۶[۲]
- جام حذفی (۱): ۰۱–۱۴۰۰